# Mogod
Mogod (tiếng Mông Cổ: Могод) là một sum của tỉnh Bulgan ở miền bắc Mông Cổ. Vào năm 2009, dân số của sum là 2.738 người.

## Địa lý
Sum có diện tích khoảng 2.820 km2. Trung tâm sum, Erkhet, nằm cách tỉnh lỵ Bulgan 131 km và thủ đô Ulaanbaatar 340 km.

### Khí hậu
Mogod có khí hậu cận Bắc Cực. Nhiệt độ trung bình hàng năm ở khu vực này là 4 °C. Tháng ấm nhất là tháng 6, khi nhiệt độ trung bình là 22 °C và lạnh nhất là tháng 1, với -19 °C. Lượng mưa trung bình hàng năm là 351 mm. Tháng nhiều mưa nhất là tháng 7, với lượng mưa trung bình 107 mm và khô nhất là tháng 1, với lượng mưa 1 mm.

## Kinh tế
Sum phát triển ngành dịch vụ, có một trường học, bệnh viện, trung tâm thương mại, nhà văn hóa và viện điều dưỡng.